# Motanka
MOTANKA — український метал-гурт, що утворився у 2015 році в Луцьку.

## Стиль
Гурт грає в жанрі містичний метал за участі українських етнічних інструментів — цимбалів та окарин. У своїх піснях вони поєднують народні мотиви, важку музику та сучасну електроніку, і таким чином переносячи слухачів у давні часи, коли давні слов'яни виконували магічні обряди, де людський дух зливався з духами природи.

## Історія
Учасники гурту грали разом ще зі шкільних років. До створення MOTANKA учасники грали у гурті Forkida та інших проєктах. Музиканти декілька років жили у Німеччині, де також створювали новий матеріал, там з'явилась ідея гурту MOTANKA, який був створений у 2015 році у Луцьку.
У 2018 році, в рамках фестивалю Wacken Open Air гурт зайняв друге місце у міжнародному конкурсі Wacken Metal Battle.
В грудні 2018 музиканти підписали контракт з лейблом Napalm Records, де 7 червня 2019 року відбувся реліз їхнього першого альбому, що був раніше записаний на плівку в Берліні.
Гурт побував на музичних фестивалях Німеччини, Польщі та України; був фіналістом бенд-контестів Emergenza, SPH Band Contest та Dittrock.
Гурт піснею «Лелеки» долучився до акції «Так працює пам'ять», присвяченої пам'яті Данила Дідіка і всім, хто віддав життя за незалежність України.

## Склад
Складається з чотирьох учасників:
- Віктор «Verba» Жалнін — спів, цимбали;
- Анатолій «Tol» Жалнін — гітара;
- Сергій «Hodik» Ходорчук — бас-гітара;
- Дмитро «Svarog» Дяченко — ударні.

## Дискографія
- 2017 — Tribal

| Трек-лист | Трек-лист        | Трек-лист  |
| #         | Назва            | Тривалість |
| --------- | ---------------- | ---------- |
| 1.        | «Десь у горах»   | 5:45       |
| 2.        | «Fire Burns»     | 3:43       |
| 3.        | «Загубив душу»   | 5:14       |
| 4.        | «Босими ніжками» | 4:46       |
| 5.        | «Верба»          | 5:19       |
| 6.        | «Light»          | 4:02       |
| 7.        | «Mom's hands»    | 5:51       |
| 8.        | «The Air»        | 6:05       |
| 9.        | «Dream»          | 4:43       |
| 10.       | «Don't care»     | 5:31       |

- 2019 — Motanka

| Трек-лист | Трек-лист                  | Трек-лист  |
| #         | Назва                      | Тривалість |
| --------- | -------------------------- | ---------- |
| 1.        | «Алатир»                   | 1:47       |
| 2.        | «Fire Burns»               | 3:43       |
| 3.        | «Air»                      | 5:23       |
| 4.        | «Десь у горах»             | 5:17       |
| 5.        | «Ой ти моя Земле»          | 5:22       |
| 6.        | «Босими ніжками»           | 5:00       |
| 7.        | «Ворог»                    | 4:07       |
| 8.        | «Берегиня»                 | 1:18       |
| 9.        | «Horizon»                  | 4:22       |
| 10.       | «Pace of the Space»        | 4:10       |
| 11.       | «Хрещення»                 | 5:23       |
| 12.       | «What are you living for?» | 3:46       |
| 13.       | «Верба»                    | 6:06       |
| 14.       | «Крода»                    | 1:40       |

### Відеокліпи
| Рік  | Назва                                       | Альбом  | Режисер | Дж.   |
| ---- | ------------------------------------------- | ------- | ------- | ----- |
| 2019 | «Verba» на YouTube                          | Motanka | Motanka | [ 7 ] |
| 2019 | «Oy ty moya Zemle» (lyric відео) на YouTube | Motanka |         | [ 8 ] |

## Нагороди та номінації
| Рік  | Премія                       | Номінація                  | Результат | Примітка | Дж.    |
| ---- | ---------------------------- | -------------------------- | --------- | -------- | ------ |
| 2019 | The Best Ukrainian Metal Act | Найкращий метал-гурт       | Перемога  |          | [ 9 ]  |
| 2021 | Премія YUNA                  | Премія YUNA іншому формату | Номінація |          | [ 10 ] |